# Swami Satchidananda
Swami Satchidananda (de son nom de naissance K. Ramaswamy Gounder), né le 22 décembre 1914 dans la région de Tamil Nadu et mort le 19 août 2002, est un guru indien renommé en Occident et plus particulièrement aux États-Unis dans les années 1970 et 1980.

## Biographie

### Jeunes années
Né en 1914 à Chettipalayam, un village proche de Coimbatore dans l'Inde du sud. Après avoir étudié au collège agricole, K. Ramaswamy Gounder travaille dans une entreprise familiale qui importe des motocyclettes. À l'âge de 23 ans, il devient directeur pour le compte de la société India’s National Electric Works.
Il se marie et a deux fils. Sa femme meurt en mettant au monde son second fils cinq ans après le mariage. Les enfants de Ramaswamy restent avec sa mère Sri Vellamai et il s'engage dans une quête spirituelle au travers de l'Inde pendant de nombreuses années, pratiquant et maîtrisant le yoga classique jusqu'à sa rencontre avec son guru, Sri Swami Sivananda, de Rishikesh,.  L'apôtre de la paix, sa dernière biographie, comprend de nombreux détails mis à jour dans les années 1990.

### Quête spirituelle
Après la mort soudaine de son épouse, Ramaswamy voyage dans toute l'Inde, méditant dans des sanctuaires et étudiant avec des enseignants spirituels vénérés. Pendant des années, Ramaswamy cherche de vrais sages, des saints et des maîtres spirituels. Finalement, il est initié au pré-sannyasa dans le Ramakrishna Thapovanam et lui est donné le nom de Sambasiva Chaitanya. À l'ashram, son travail est de s'occuper de jeunes garçons orphelins. Au cours de cette période, il étudie également avec le célèbre Ramana Maharshi. Il  quitte finalement l'ashram lorsqu'il ne peut plus supporter la souffrance de Sri Ramana liés à son du cancer du bras et les thérapies. Ramana Maharshi meurt peu de temps après son départ. Il voyage ensuite à Rishikesh, une ville sainte aux contreforts de l'Himalaya, située sur les rives du Gange. Là, il découvre son guru, Shivananda Saraswati, fondateur de la Divine Life Society et ancien médecin, qui l'ordonne dans l'ordre sacré de Sannyasa en 1949 et lui donne le nom de Satchidananda Saraswati.
Le nom Saccidānanda, Satchidananda ou Sat-chit-ānanda (Sanskrit: सच्चिदानंद) est composé de trois mots sanskrit, Sat (सत्), Chit (चित्) et Ānanda (आनंद) (le ā est de longue durée vocale), signifiant respectivement essence, conscience et félicité. L'expression est utilisée dans le yoga et d'autres écoles de la philosophie indienne pour décrire la nature de Brahman comme expérimenté par un yogi entièrement libéré. Satchidānanda peut être compris comme l'état énergétique de la non-dualité, une manifestation de notre état spirituel naturel, primordial et authentique, comparable à celui de la divinité.
À la fin des années 1950 et dans les années 1960, Satchidananda dirige (conjointement avec un autre disciple de Sivananda, Satchidananda Saraswati Mataji) le Kandy Thapovanam, l'un des ashrams de Sivananda situé dans la région montagneuse du Sri Lanka. Là, Satchidananda enseigne le yoga, conçoit et met en œuvre des approches interreligieuses novatrices des fêtes traditionnelles hindoues, et modernise l'ancien mode de vie que les renonçants ont suivi depuis de nombreuses années. Par exemple, Satchidanda conduit une voiture (pour enseigner à travers le Sri Lanka), porte une montre (pour être à l'heure), et engage activement les questions des chercheurs spirituels. Ces modernisations sont ridiculisées par certains individus dans l'orthodoxie, mais il juge ces extensions et outils nécessaires pour améliorer son travail spirituel et yogique et actualiser le yoga intégral.

### États-Unis
En 1966, il visite New York sur l'invitation de l'un de ses disciples, l'artiste Peter Max. Peu après cette visite, il retourne aux États-Unis et s'y établit pour continuer son enseignement du yoga. En 1969, Satchidananda devient célèbre pour avoir fait l'ouverture officielle du festival de Woodstock en demandant à la foule de psalmodier le « Om̐ »,. Il est également présent au festival de Nambassa.
Au cours des années, il publie de nombreux ouvrages philosophiques et spirituels. Satchidananda Saraswati a un grand noyau de disciples fondateurs qui compilent ses mises à jour des manuels traditionnels de yoga tels que les Yoga Sutras de Patanjali et la Bhagavad Gita pour les lecteurs modernes, à la fois avec ses idées incisives en tant que Yogiraj - maître yogi - et maître des paraboles humoristiques.
Il ouvre également plusieurs instituts de yoga - dont l'Integral Yoga International - et instruit de nombreux disciples, parmi lesquels des personnalités comme Alice Coltrane, Allen Ginsberg, Jeff Goldblum, Carole King, Hugo Mujica et Rajinikanth. L'école internationale Satchidananda Jothi Niketan est située à Mettupalyam, état du Tamil Nadu.
Il reste végétarien tout au long de sa vie et écrit plus tard un livre intitulé The Healthy Vegetarian. 
Selon l'auteur Philip Goldberg, « Personne n'a davantage contribué à l'essor du yoga moderne que Swami Satchidananda, qui a commencé la formation des enseignants américains dans les années 1970. Son héritage est également évident dans l'acceptation croissante du yoga dans la communauté médicale traditionnelle ».

## Les origines du yoga intégral
Satchidananda a qualifié le yoga intégral comme « [...] une combinaison flexible de méthodes spécifiques pour développer chaque aspect de l'individu : physique, intellectuel et spirituel. C'est un système scientifique qui intègre les différentes branches du yoga pour apporter un compléte et harmonieux développement de toute la personne. »
Le yoga intégral a été conçu pour maintenir les enseignements constants alors que la popularité du yoga augmentait exponentiellement en Occident et pour avoir des instructeurs dûment formés conférant les enseignements de la lignée Satchidananda Saraswati. Sivananda Saraswati, le maître de Satchidananda Saraswati, a été le fondateur de la société mondiale de la Vie Divine et connue dans le monde entier comme Sri Swami Sivananda Saraswati : un médecin formé qui a écrit des livres en anglais sur tous les aspects du yoga pour la première fois dans l'histoire, ouvrant ainsi la voie pour un public occidental moderne et pour la pratique rigoureuse du yoga dans le monde entier,.

## Principes
Les manifestes relatifs à la croyance religieuse sont décrits comme Principes. « facile, pacifique et utile » était la simple devise de Satchidananda Saraswati.
Le yoga intégral croit :
Le but et le droit de naissance de tous les individus est de réaliser l'unité spirituelle derrière la diversité de la création et de vivre harmonieusement en tant que membres d'« une famille universelle ». Ce but est atteint par le maintien de notre condition naturelle comme :
- un corps en bonne santé et de force optimale,
- les sens sous un contrôle total
- un esprit bien discipliné, clair et calme,
- un intellect aussi aiguisé qu'un rasoir,
- une volonté aussi forte et souple que l'acier,
- Un cœur plein d'amour et de compassion inconditionnels,
- un ego aussi pur que le cristal, et
- une vie remplie de paix de joie et de bonheur suprêmes.

Atteignez ceci par les asanas, le pranayama, le chant de noms saints, la discipline de soi, l'action désintéressée, les mantras, le japa, la méditation, l'étude et la réflexion.